# Lijst van voetbalinterlands Nepal - Pakistan
Deze lijst van voetbalinterlands is een overzicht van alle officiële voetbalinterlands tussen de nationale teams van Nepal en Pakistan. De landen hebben tot nu toe achttien keer tegen elkaar gespeeld. De eerste ontmoeting was een vriendschappelijke wedstrijd op 20 februari 1982 in Karachi. De laatste wedstrijd, een groepswedstrijd tijdens de Zuid-Azië Cup 2023, werd gespeeld op 27 juni 2023 in Bangalore (India).

## Wedstrijden
| №  | Plaats    | Datum             | Competitie                  | Wedstrijd        | Uitslag |
| -- | --------- | ----------------- | --------------------------- | ---------------- | ------- |
| 1  | Karachi   | 20 februari 1982  | Vriendschappelijk           | Pakistan − Nepal | 2 − 0   |
| 2  | Pesjawar  | 30 april 1985     | Vriendschappelijk           | Pakistan − Nepal | 1 − 0   |
| 3  | Dhaka     | 25 december 1985  | Zuid-Aziatische Spelen 1985 | Nepal − Pakistan | 3 − 2   |
| 4  | Islamabad | 22 oktober 1989   | Zuid-Aziatische Spelen 1989 | Pakistan − Nepal | 0 − 0   |
| 5  | Lahore    | 17 juli 1993      | Zuid-Azië Cup 1993          | Pakistan − Nepal | 0 − 0   |
| 6  | Colombo   | 29 maart 1995     | Zuid-Azië Cup 1995          | Pakistan − Nepal | 0 − 2   |
| 7  | Kathmandu | 4 september 1997  | Zuid-Azië Cup 1997          | Nepal − Pakistan | 0 − 2   |
| 8  | Kathmandu | 28 september 1999 | Zuid-Aziatische Spelen 1999 | Nepal − Pakistan | 3 − 1   |
| 9  | Pokhara   | 25 maart 2008     | Vriendschappelijk           | Nepal − Pakistan | 2 − 1   |
| 10 | Pokhara   | 27 maart 2008     | Vriendschappelijk           | Nepal − Pakistan | 0 − 2   |
| 11 | Malé      | 7 juni 2008       | Zuid-Azië Cup 2008          | Pakistan − Nepal | 1 − 4   |
| 12 | New Delhi | 6 december 2011   | Zuid-Azië Cup 2011          | Pakistan − Nepal | 1 − 1   |
| 13 | Kathmandu | 6 februari 2013   | Vriendschappelijk           | Nepal − Pakistan | 0 − 1   |
| 14 | Kathmandu | 9 februari 2013   | Vriendschappelijk           | Nepal − Pakistan | 0 − 1   |
| 15 | Kathmandu | 3 september 2013  | Zuid-Azië Cup 2013          | Nepal − Pakistan | 1 − 1   |
| 16 | Dhaka     | 4 september 2018  | Zuid-Azië Cup 2018          | Nepal − Pakistan | 1 − 2   |
| 17 | Kathmandu | 16 november 2022  | Vriendschappelijk           | Nepal − Pakistan | 1 − 0   |
| 18 | Bangalore | 27 juni 2023      | Zuid-Azië Cup 2023          | Nepal − Pakistan | 1 − 0   |

## Samenvatting
| Competitie             | Totaal gespeeld | Winst Nepal | Gelijk | Winst Pakistan | Doelsaldo Nepal – Pakistan |
| ---------------------- | --------------- | ----------- | ------ | -------------- | -------------------------- |
| Zuid-Azië Cup          | 8               | 3           | 3      | 2              | 10 − 7                     |
| Zuid-Aziatische Spelen | 3               | 2           | 1      | 0              | 6 − 3                      |
| Vriendschappelijk      | 7               | 2           | 0      | 5              | 3 − 8                      |
| Totaal                 | 18              | 7           | 4      | 7              | 19 − 18                    |

ANFA · A-internationals · Nepalees vrouwenelftal
1972 – 1989 ·
1990 – 1999 ·
2000 – 2009 ·
2010 – 2019 ·
2020 – 2029
Afghanistan ·
Algerije ·
Australië ·
Bahrein ·
Bangladesh ·
Bhutan ·
Brunei ·
Cambodja ·
China ·
Filipijnen ·
Hongkong ·
India ·
Indonesië ·
Irak ·
Iran ·
Japan ·
Jemen ·
Jordanië ·
Kazachstan ·
Kirgizië ·
Koeweit ·
Laos ·
Macau ·
Malediven ·
Maleisië ·
Mauritius ·
Myanmar ·
Noord-Korea ·
Oman ·
Oost-Timor ·
Pakistan ·
Palestina ·
Saoedi-Arabië · 
Singapore ·
Sri Lanka ·
Syrië ·
Tadzjikistan · 
Taiwan ·
Thailand · 
Turkmenistan ·
Verenigde Arabische Emiraten ·
Vietnam ·
Zuid-Korea
PFF · A-Internationals · Olympisch elftal · Pakistaans vrouwenelftal
1950 – 1959 · 
1960 – 1969 · 
1970 – 1979 · 
1980 – 1989 · 
1990 – 1999 · 
2000 – 2009 · 
2010 – 2019 ·
2020 − 2029
Afghanistan ·
Bahrein ·
Bangladesh ·
Bhutan ·
Brunei ·
Cambodja ·
China ·
Djibouti ·
Filipijnen ·
Guam ·
India ·
Indonesië ·
Irak ·
Iran ·
Israël ·
Japan ·
Jemen ·
Jordanië ·
Kazachstan ·
Kenia ·
Kirgizië ·
Koeweit ·
Libanon ·
Macau ·
Malediven ·
Maleisië ·
Mauritius ·
Myanmar ·
Nepal ·
Noord-Korea ·
Oman ·
Palestina ·
Qatar ·
Saoedi-Arabië ·
Singapore ·
Sri Lanka ·
Syrië ·
Tadzjikistan ·
Taiwan ·
Thailand ·
Turkije ·
Turkmenistan ·
Verenigde Arabische Emiraten ·
Zuid-Korea ·
Zuid-Vietnam